# World2Fly
World2Fly ist eine spanische Fluggesellschaft mit Sitz und Basis auf dem Flughafen Madrid-Barajas. Sie ist die Muttergesellschaft von World2Fly Portugal.

## Geschichte
Die Fluggesellschaft wurde 2020 vom Hotelbetreiber Iberostar gegründet und nahm 2021 den Betrieb auf. Das Unternehmen konzentriert sich vor allem auf Langstreckenziele von Madrid in die Karibik.

## Flotte
Die Flotte von World2Fly besteht mit Stand April 2025 aus fünf Flugzeugen mit einem Durchschnittsalter von 7,5 Jahren.
| Flugzeugtyp     | Anzahl | bestellt | Anmerkungen                                 | Sitzplätze (Business/Eco) | Durchschnittsalter |
| --------------- | ------ | -------- | ------------------------------------------- | ------------------------- | ------------------ |
| Airbus A330-300 | 2      | 1        |                                             | 388 (-/388) 285 (30/255)  | 14,4 Jahre         |
| Airbus A350-900 | 3      |          | einer betrieben für Corendon Dutch Airlines | 432 (-/432)               | 03,0 Jahre         |
| Gesamt          | 5      | 1        |                                             |                           | 07,5 Jahre         |